# Haematopota darjeelingensis
Haematopota darjeelingensis är en tvåvingeart som beskrevs av Datta 1981. Haematopota darjeelingensis ingår i släktet Haematopota och familjen bromsar. Inga underarter finns listade i Catalogue of Life.